# Bjerge
Bjerge – miasto w Danii, w regionie Zelandia, w gminie Kalundborg.